# Roghudi
Roghudi est une commune italienne de la province de Reggio de Calabre, dans la région Calabre.

## Administration
| Période                                  | Période | Identité | Étiquette | Qualité |
| ---------------------------------------- | ------- | -------- | --------- | ------- |
|                                          |         |          |           |         |
| Les données manquantes sont à compléter. |         |          |           |         |

### Hameaux
Chorio, Rughudi Nuovo, Rughudi Vecchio.
À noter que Rughudi Vecchio est l'un des derniers villages fantômes d'Italie : le village fut en effet abandonné en 1973, après une terrible crue de l'Amendolea, le torrent qui coule à ses pieds. Ses habitants Grikos, une minorité historique d'origine grecque, furent relogés. Aujourd'hui le hameau abandonné, perché sur son rocher, fait partie du parc national de l'Aspromonte.

### Communes limitrophes
Africo, Bova, Condofuri, Cosoleto, Melito di Porto Salvo, Roccaforte del Greco, Sinopoli.

## Galerie

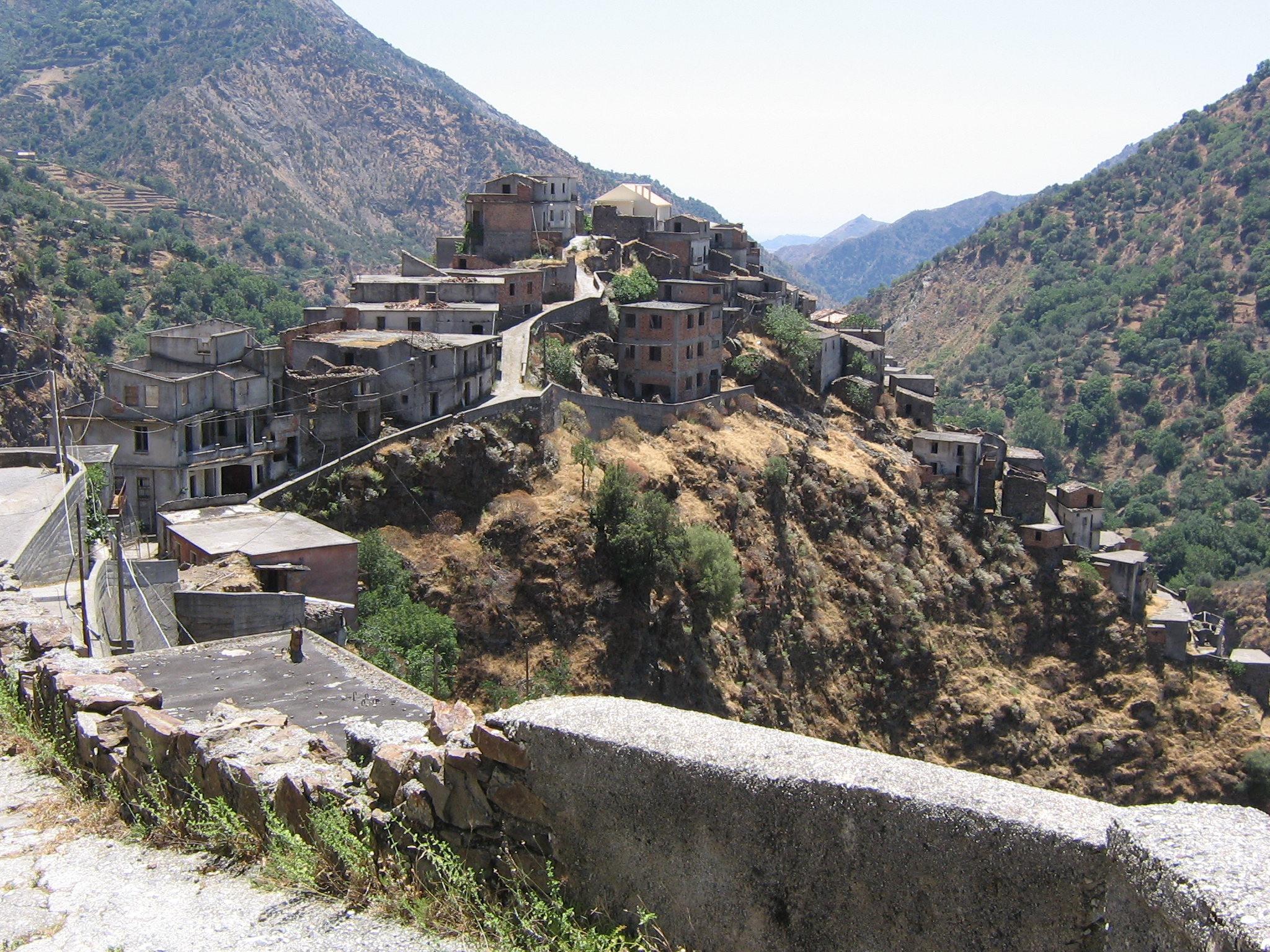
Roghudi Vecchio, bourg abandonné, sur son piton rocheux.
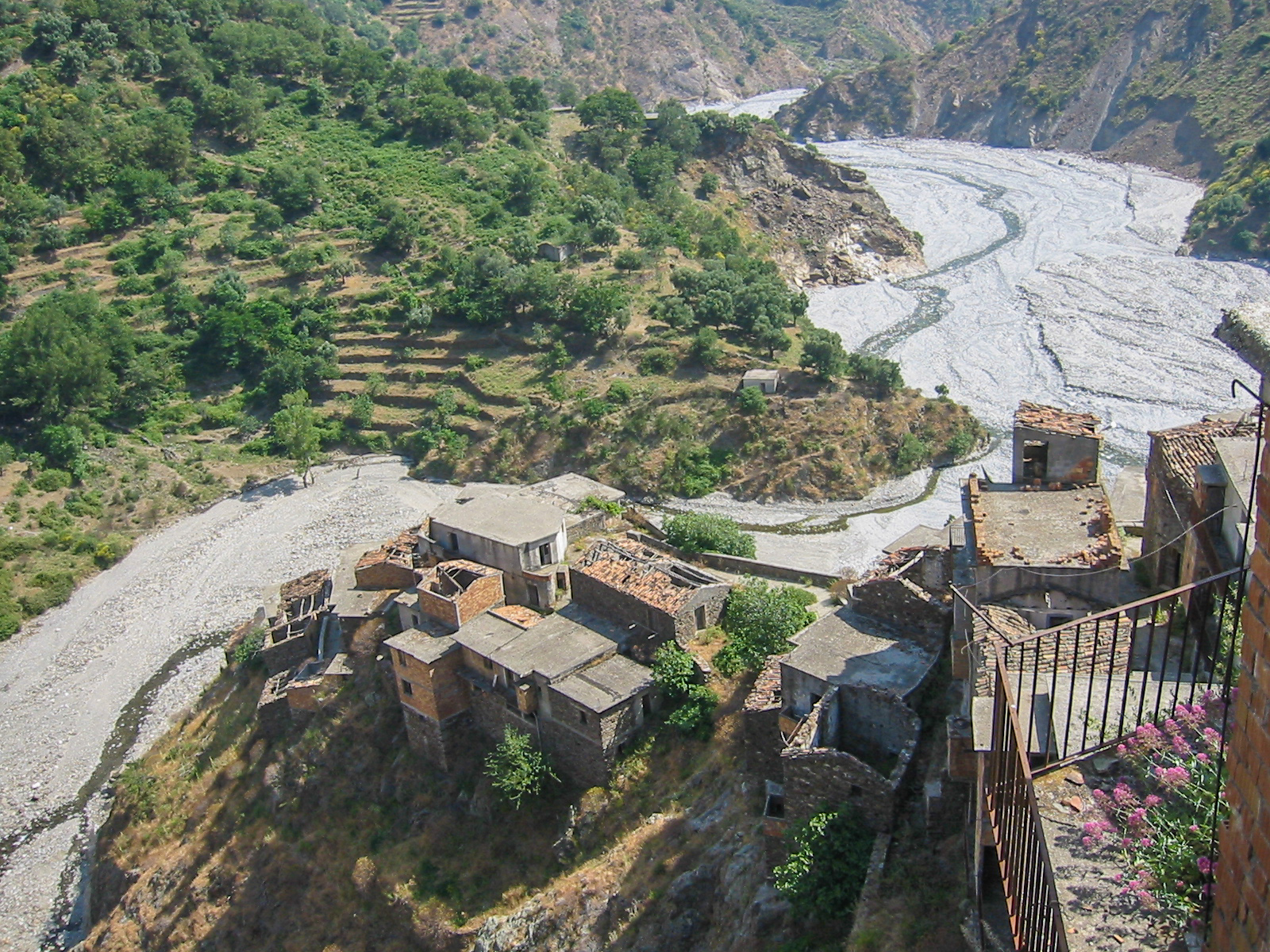
Vue sur le torrent de Roghudi Vecchio, qui causa sa perte.
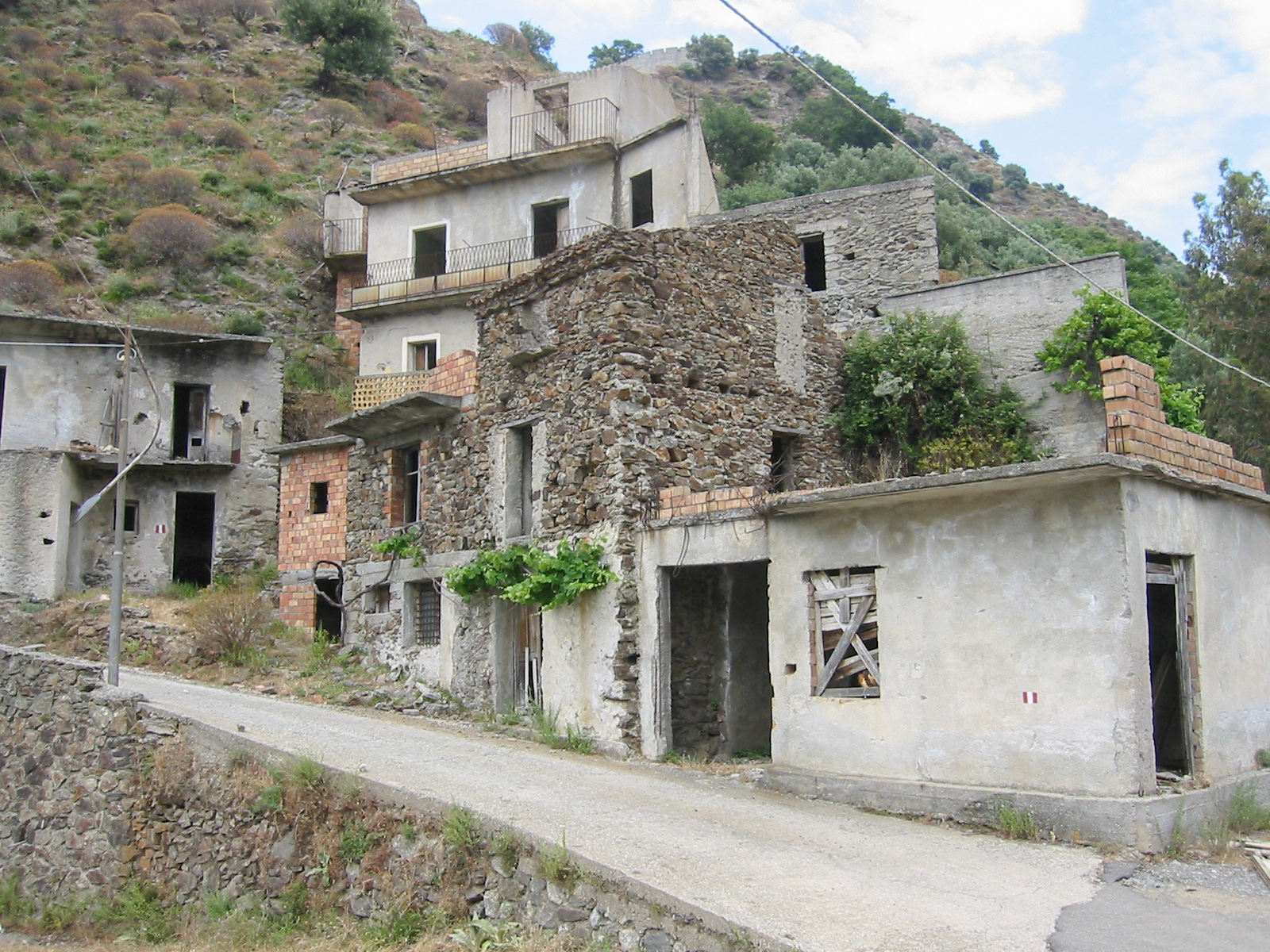
Habitations abandonnées.